# 姚鳴鳳
姚鳴鳳（1491年—？），字景陽，號次雲，福建興化府莆田縣人，明朝政治人物。

## 生平
福建鄉試第三十二名舉人，正德十二年（1517年）丁丑科進士，刑部观政，授南京太常寺博士，嘉靖四年（1525年）五月，擢南京浙江監察御史。嘉靖六年（1527年），李福達獄興，鳴鳳與同官高世魁，連疏劾奏武定侯郭勛為亂首，福達法在必誅，忤㫖，下詔獄，削籍。

## 家族
曾祖姚紹秩；祖父姚資德；父姚商。母佘氏。具庆下。兄姚鳴鸞，贡士。侄子姚虞，嘉靖壬辰進士。